# Randan
Randan är en kommun i departementet Puy-de-Dôme i regionen Auvergne-Rhône-Alpes i centrala Frankrike. Kommunen ligger i kantonen Randan som tillhör arrondissementet Riom. År 2022 hade Randan 1 622 invånare.

## Befolkningsutveckling
Antalet invånare i kommunen Randan
| Referens: INSEE |